# Gournay affiné
De Gournay affiné is een Franse kaas uit Gournay-en-Bray, Normandië.
De Gournay affiné is een jonge kaas van rauwe of van gepasteuriseerde koemelk. De kaas rijpt in een rijpingskelder ongeveer 1 week, tot het moment dat de schimmel aan de buitenkant zichtbaar wordt. De kaas wordt verkocht in de vorm van een hart. De smaak van de kaas is zacht, licht zurig.
De kaas is te vergelijken met de Neufchâtel en de Coeur de Bray.